# Telerig di Bulgaria
Telerig (fl. VIII secolo) è stato un khan dei Bulgari dal 768 al 776/777.

## Biografia
Giunto al potere nel 768 dopo un certo numero di regnanti più o meno effimeri, ll nuovo khan si dimostrò subito ostile verso l'Impero bizantino. Percependone la minaccia, l'imperatore Costantino V lo attaccò e sconfisse nel 773.
Lo stesso anno, un tentativo d'invasione della Macedonia da parte di Telerig venne respinto dall'esercito bizantino. Solo l'improvvisa morte di Costantino V salvò Telerig e l'indebolito Impero bulgaro da una nuova offensiva bizantina.
Questi fallimenti non fecero che aumentare il malcontento della popolazione bulgara che iniziò a rivoltarsi: nel 776 o 777 Telerig si vide costretto a trovare asilo a Costantinopoli, dove venne battezzato e sposò una cugina della moglie del nuovo imperatore Leone IV il Cazaro.